# Yazīd Ier
 (décembre 2019).
Si vous disposez d'ouvrages ou d'articles de référence ou si vous connaissez des sites web de qualité traitant du thème abordé ici, merci de compléter l'article en donnant les références utiles à sa vérifiabilité et en les liant à la section « Notes et références ».
Yazīd Ier  ou ʾAbū Ḫālid Yazīd ibn Muʿāwiya  (en arabe : أبو خالد يزيد بن معاوية), né en 645 et mort en 683, est le deuxième calife omeyyade. Il succède à son père Muʿawiya Ier en 680.
L'événement le plus important de son règne est la bataille de Kerbala, au cours de laquelle Hussein, petit fils de Mahomet et fils d'Alî ibn Abî Tālib, ainsi que toute sa famille, sont tués.

## Succession deMuʿawiyaIer
La légitimité de Yazid Ier comme calife dérive directement de la prise du pouvoir par son père, Mu'awiya, au terme de la première Fitna, qui l'oppose à Ali. Ce dernier, soutenu par Médine, est confronté principalement aux Arabes de Syrie, dont Mu'awiya a fait son bastion. Si Ali est assassiné, son fils, Al-Hassan ibn Ali, lui succède brièvement avant de conclure un accord avec Mu'awiya. Celui-ci est proclamé calife mais s'engage à ne pas nommer de successeur. 
Rapidement, Mu'awiya entend nommer Yazid comme successeur. Pour les Musulmans d'alors, l'idée est loin d'être naturelle car la succession dynastique n'est pas la norme. Les califes sont alors nommés par assentiment populaire, notamment à Médine ou par l'accord des principaux compagnons du Prophète. La position de calife ne saurait appartenir à une famille. En outre, la tradition arabe est d'assurer une succession au sein du clan, mais non forcément du père au fils. Selon Bernard Lewis, le système successoral qui précède Mu'awiya dépend soit de l'élection, soit de la guerre civile. Mu'awiya choisit Yazid au détriment de son fils aîné, Abd Allah, marié à une Quraychite. Il estime peut-être que Yazid est mieux implanté en Syrie, du fait de ses liens forts avec les Banu Kalb. Ces derniers sont le tribu dominante de la région et de la confédération tribale de la Quda'a. Cette dernière, qui préexiste à l'islam, est une alliance politico-militaire, qui répond à une logique plus hiérarchique que d'autres confédérations du même genre. Elle s'oppose notamment à la confédération des Qaysites, composée de tribus venus d'Arabie à la faveur de l'expansion de l'islam, dorénavant implantées au nord de la Syrie. Mu'awiya cherche à s'assurer du soutien de ces tribus en nommant Yazid à la tête des opérations contre l'Empire byzantin. Toutefois, étant marié à une Banu Kalb, il suscite l'opposition des Qaysites. Dans le Hedjaz, Yazid jouit du soutien de ses parents omeyyades. Pour gagner la faveur des autres forces tribales de la région, Mu'awiya le nomme pour mener les rituels du hajj, lui permettant d'acquérir un rôle spirituel plus affirmé. Selon Abu al-Faraj al-Isfahani, le père de Yazid aurait également engagé des poètes pour composer des textes en l'honneur de son fils.
Selon le récit d'Ibn Athir, Mu'awiya convoque une shoura (assemblée consultative) rassemblant les principaux hommes d'influence des provinces du califat à Damas, en 676. Utilisant la flatterie autant que les pots de vin et les menaces, il fait en sorte de les rallier à sa cause, celle de faire de Yazid son successeur. Il ordonne ensuite à Marwan de faire part de sa décision à la population médinoise. Celle-ci est rétive et l'opposition est menée par Al-Hussein ibn Ali, le fils d'Ali, suivi des rejetons de plusieurs compagnons du Prophète, comme Abd Allah ibn az-Zubayr, Abd al-Rahman ibn Abi Bakr ou Abdullah ibn Omar. Tous peuvent prétendre plus ou moins à la dignité califale. Mu'awiya finit par se rendre à Médine pour les contraindre à l'obéissance mais ils fuient pour La Mecque. Mu'awiya finit par persuader les Mecquois qu'ils se sont soumis à lui, ce qui lui permet d'obtenir l'allégeance de la population envers Yazid. Alors qu'il rentre à Damas, il obtient le même serment des Médinois. Pour les opposants à Yazid, de tels serments ont une force suffisante pour les contraindre au silence. Julius Wellhausen a émis des doutes sur ce récit. Il estime que l'opposition initiale des Médinois serait une projection sur leur sédition à venir. Andrew Marsham suit cette hypothèse. Quant à Al-Tabari, il écrit que Mu'awiya ne reçoit que quelques délégations quand il annonce sa décision en 676, notamment des délégués de Bassora. Enfin, selon Al-Yaqubi, Mu'awiya exige un serment d'allégeance lors du hajj, qu'il obtient, à l'exception des dignitaires déjà mentionnés mais il n'a pas recours à la force contre eux. Dans tous les cas, tous les récits s'accordent sur les efforts entrepris par Mu'awiya pour légitimer son fils dans son rôle à venir.

## Deuxième Fitna
Après la mort de son père et son accession au pouvoir en 680, Yazīd Ier veut forcer les trois récalcitrants à lui prêter serment d'allégeance. Après avoir essuyé plusieurs refus, il envoie un détachement armé à La Mecque, où les rebelles se retranchent. L’un d’eux, ʿAbd Allāh ibn Az-Zubayr, organise une armée qui fait prisonnier l’envoyé de Yazīd Ier.
Hussein est à La Mecque, les habitants de Koufa l'invitent à venir les rejoindre. Par prudence, il y envoie en éclaireur son cousin Moslim ibn Aghil. Les habitants de Koufa viennent en nombre faire allégeance à Hussein auprès de Muslim ben Aqil. Les habitants de Koufa insistent pour que Hussein vienne les rejoindre. Le calife intime l'ordre à Ubayd Allah ben Ziyad de réprimer l'agitation provoquée par la popularité grandissante de Hussein à Koufa. `Ubayd Allah qui est à Bassora confie la ville à son frère Uthman et part pour Koufa. Il arrête Muslim ben Aqil et le fait décapiter en public. Par peur, les habitants de Koufa se sont ralliés à Yazid.
Hussein ignore les évènements qui se déroulent à Koufa. Il part de la Mecque pour Koufa avec toute sa famille excepté une de ses filles. Ubayd Allah est prévenu du départ d’Hussein et part à sa rencontre. Hussein campe près d'Al-Qâdisiyya, des habitants de Koufa le mettent en garde en lui apprenant les évènements qui viennent de se passer. Hussein contourne Koufa et arrive à Kerbala. Sentant la fin et se rappelant des larmes du Prophète quand il parlait de cette région, il demanda aux hommes de la famille d'établir le campement.
L'armée conduite par Ubayd Allah rencontre le groupe mené par Hussein à Kerbala. Ubayd Allah exige que Hussein prête serment d'allégeance à Yazîd, mais il refuse la requête. L'armée de Yazid coupe alors l'accès à l'eau aux partisans et à la famille de Hussein. Pendant cette journée, Hussein prépare ses armes pour le combat. Il est accompagné de 72 partisans et membres de sa famille
Yazīd Ier donne à ʿUbayd Allāh ibn Ziyād le titre de gouverneur d'Irak, mais pas du Khorassan, que lui avait donné Muʿawiya Ier. ʿUbayd Allāh en conçoit quelque amertume. Lorsqu'il reçoit l'ordre d'attaquer ʿAbd Allāh ibn Az-Zubayr à La Mecque, il refuse d'obéir, se prétextant malade. Malgré tout, une armée omeyyade attaque Médine à la bataille d'Al-Ḥarra qui est livrée au pillage pendant trois jours. Aussi, de nombreux compagnons du Prophète moururent. En 683, les troupes omeyyades assiègent La Mecque. À l'aide de mangonneaux, les Omeyyades endommagent la Kaaba et enflamment le voile la recouvrant. Yazīd Ier meurt au cours du siège à l'âge de 38 ans et les combats cessent quelques jours plus tard, l'armée omeyyade retournant à Damas. Son fils Muʿāwiya II lui succède pendant 40 jours avant d'abdiquer et de mourir la même année.

## Situation extérieure
Sous le court règne de Yazīd Ier, les Omeyyades essuient quelques revers en Afrique du Nord. ʿUqba ibn Nāfiʿ Al-Fihriyy, reconduit au poste de gouverneur de ʾIfrīqiyya en 682, se dirige vers l'ouest, gagnant plusieurs batailles face à l'Empire byzantin, jusqu'à atteindre Tanger, avant de pénétrer dans les terres vers le Moyen Atlas, mais meurt avec ses hommes dans une embuscade byzantine en 683. Les Omeyyades perdent alors temporairement plusieurs points côtiers, ce qui leur vaut la perte de la suprématie maritime et l'abandon de Rhodes et la Crète.

## Réalisations
Yazīd Ier travaille surtout à renforcer les défenses de la Syrie, fief des Omeyyades, et à réformer le système financier du Califat.